# 臺灣義民信仰
臺灣義民信仰，是指臺灣民間信仰中奉祀義民的信仰。在臺灣，所謂之「義民」，是指在械鬥、民變、戰爭中，因保衛家鄉而犧牲的民間武力人士。該信仰的出現與其廟宇的興建，大量出現在林爽文事件之後。其是官方鼓勵民間運作的民間信仰，類似於民間的忠烈祠，當中以發源桃竹苗地區之客家褒忠亭義民廟信仰最為知名，並以每年農曆七月二十為「義民節」；非客家地區義民爺信仰則留存不多，有雲林縣北港鎮義民廟、高雄市岡山區福德祠義民爺等。

## 時代背景
臺灣的義民，大致可以分為以下三類：一是在早年拓墾時同盜匪或原住民的抵抗活動中的犧牲者；二是在協助清政府去鎮壓叛亂者的起事或戰爭中的陣亡者；三是在反抗日本人去統治臺灣人的起事或戰爭中的犧牲者。

臺灣清領時期起，大量中國大陸移民移入臺灣拓墾。由於移民身分多元如閩南泉州人、閩南漳州人、粵東潮汕人與客家人等等，遂容易因族群差異、利益糾紛等因素產生分類械鬥；此外對統治政權、官員的不滿亦常造成民變、戰爭，無論發起或抵抗方往往皆產生大量傷亡。為了追念亡者、安撫生者，群體成員經常尊這些犧牲者為「義民」並建廟供奉。。
義民並沒有特定指稱那一祖籍的墾民。朱一貴事件時，六堆客家墾民組義民軍阻擋朱一貴；林爽文事件和戴潮春事件時，泉州籍和客家籍墾民各組義民軍以拒漳州籍的林爽文及戴潮春；陳周全事件時，又由漳州籍墾民組義軍鎮壓泉州籍的陳周全，此外原住民在各次亂事中也有組義民軍。乾隆一朝，漳、泉、客、原四籍墾民都有獲皇帝頒贈匾額或賜名。客籍義民獲頒「褒忠」匾額、泉州籍義民獲頒「旌義」匾額、漳州籍義民獲賜「思義」村名，而平埔原住民也有獲頒「效順」匾額。

## 客家義民信仰

### 新埔褒忠亭義民廟

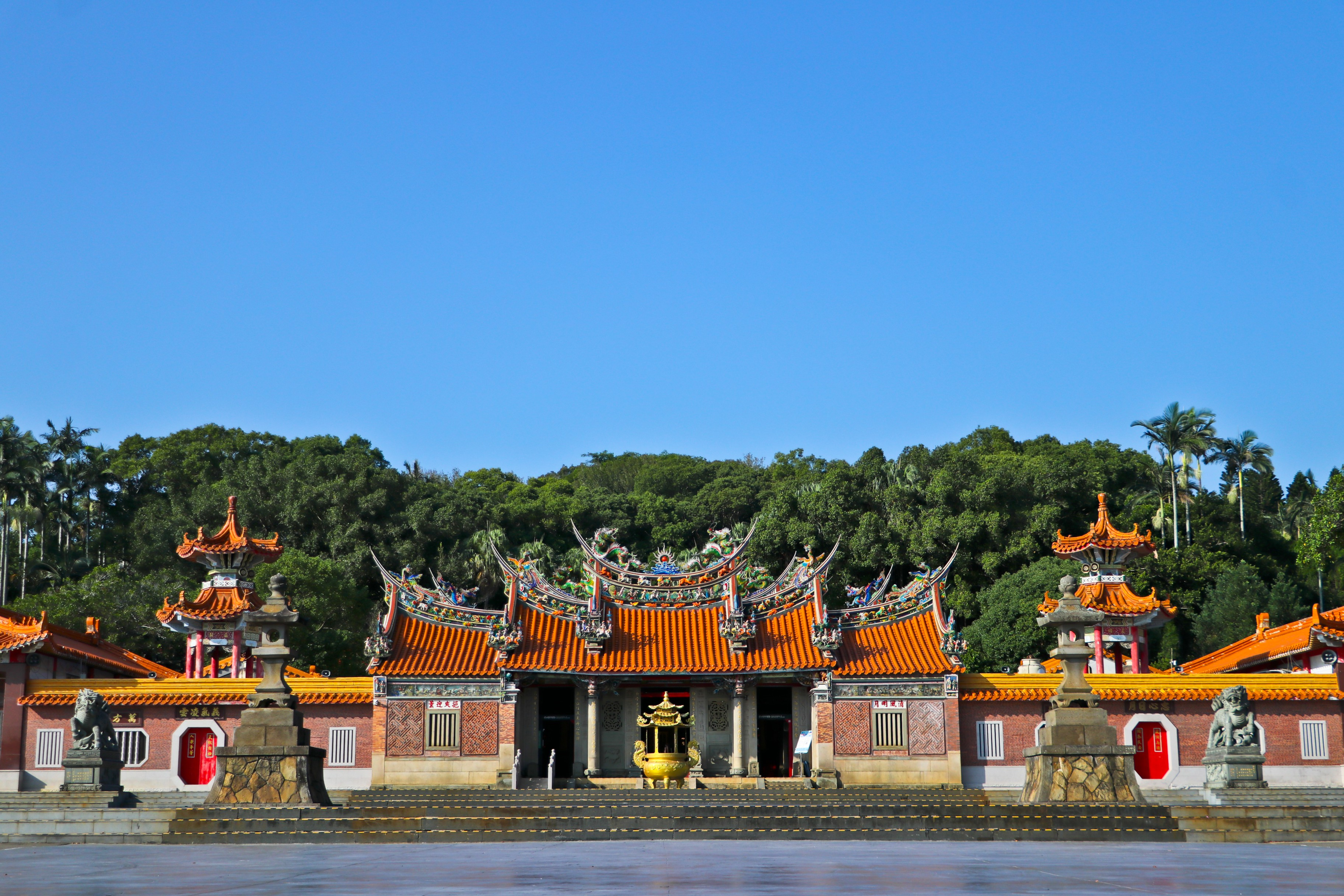
新埔褒忠亭義民廟

乾隆五十一年（1786年），福建省臺灣府發生林爽文事件，林爽文在攻陷彰化後，其部將王作亦攻陷竹塹城。由於王作的部眾軍紀不良，對地方多有所滋擾，桃園新竹苗栗居民遂多以鄉勇的形式組織義民軍，以求抵抗林爽文、保衛自己的家鄉。其中新竹地區在陳資雲倡議下，組織義軍千餘人維持地方平靜，初始雖戰況艱辛，但在清代淡水廳師爺壽同春的協同下收復竹塹，其後這支義軍並協同各地泉籍、平埔原住民義軍轉戰鹿港彰化等地。事件平定後，鄉紳王廷昌出資四處撿拾忠骸，並和林先坤、黃宗旺、吳立貴商議建塚立廟。其後在戴禮成等三兄弟捐地、釋教居士王尚武捐巨資下，廟宇在乾隆五十五年竣工於枋寮（即今新竹縣新埔褒忠亭義民廟），收埋包括客家籍、泉籍閩南人、平埔原住民的忠骸二百多具，當時稱為褒忠義民亭。同治元年戴潮春事件時，姜殿邦和劉維翰等各募集鄉勇，協同大甲當地義軍協防大甲，其陣亡屍骸百餘具亦收埋於新埔義民廟。

新埔義民廟的祭典最初濫觴於王廷昌等四姓首事輪祭，其後在道光年間漸次演變成廟產由湖口鄉大湖口、新埔鎮新埔街、芎林鄉九芎林、關西鎮石岡子等四大客庄輪流管理，而祭祀則由桃園、新竹一帶十三客庄聯庄輪祭，最後演變成今日的十五聯庄輪祭。日治時期後，隨著北臺灣客家人往外縣市二次移民，也將桃竹苗為主的義民信仰，逐漸分香到全台各地。

#### 分靈廟宇
- 新北市土城區「玉旨哪吒行宮-褒忠義民爺」
- 桃園市蘆竹區「 南崁褒忠亭」
- 桃園市平鎮區「平鎮褒忠祠」（分香於1791年（乾隆56年））
- 新竹縣關西鎮「關西金錦義民亭」
- 新竹縣橫山鄉「內灣村廣濟宮」
- 苗栗縣頭份市「頭份義民廟」（分香於清朝光緒年間）
- 苗栗縣三灣鄉「三灣三元宮暨褒忠祠」
- 苗栗縣獅潭鄉「獅潭義民廟」
- 苗栗縣大湖鄉「大湖義民廟」
- 苗栗縣大湖鄉「南湖護安祠」
- 南投縣埔里鎮「真元宮參讚堂」
- 南投縣埔里鎮「義民祠」
- 南投縣埔里鎮「埔里廣福宮」
- 南投縣國姓鄉「國姓褒雄宮」
- 南投縣國姓鄉「義民祠」
- 南投縣國姓鄉「護國宮」
- 南投縣中寮鄉「義民宮」
- 南投縣水里鄉「水里義民廟」
- 南投縣草屯鎮「草屯無極褒忠義民宮」
- 嘉義市東區「嘉義褒忠義民廟」
- 高雄市旗山區「旗美褒忠義民廟」
- 高雄市甲仙區「褒忠亭」
- 高雄市三民區「高雄褒忠義民廟」
- 花蓮縣吉安鄉「永興褒忠義民堂」
- 花蓮縣吉安鄉「義聖宮」
- 花蓮縣吉安鄉「吉安稻香褒忠忠義堂」
- 花蓮縣鳳林鎮「褒忠亭」
- 花蓮縣鳳林鎮「義民亭」
- 花蓮縣瑞穗鄉「瑞穗褒忠壇」
- 花蓮縣富里鄉「富里竹田義民廟」（1945年建廟，目前已有近80年的歷史）
- 花蓮縣玉里鎮「義民亭」
- 台東縣池上鄉「褒忠義民廟」

### 苗栗義民廟
林爽文事件中，苗栗地區義軍由鍾瑞生領導，召集當時後壠堡 山線一帶18莊客家籍義民，轉戰於苗栗、臺中、彰化 等地。清高宗乾隆帝曾為此頒布「褒忠」匾額給全臺灣客家庄。事件平定後，在苗栗社寮崗地區（今苗栗市北苗地區）建立苗栗義民廟，以紀念陣亡之淡水廳同知程峻 、淡水廳幕僚壽同春、義軍首領鍾瑞生、苗栗義民等。約與新竹義民廟同時代興建。

### 六堆忠義亭
臺灣客家民間向有「北義民、南忠勇」的說法。清康熙六十年（1721年），朱一貴事件從民變釀成分類械鬥，威脅六堆客家地區的安全。朱一貴、杜君英起事之際，下淡水溪十三大庄、六十四小莊客籍墾民不願附眾起事，遂共推李直三為大總理，聚眾萬餘人，於今日新園、萬丹、屏東、九如、里港等地，分七營（六堆）沿下淡水溪東岸佈防自保。

朱一貴在擊敗杜君英部後，派兵南下欲一舉清剿屏東平原尚未歸附之勢力。6月12日，朱一貴部眾二萬餘人兵抵下淡水溪西岸，與七營沿河對峙；6月18日朱部發動攻擊，陳福壽先敗七營於小赤山，但進攻萬丹時為七營合攻所敗，撤退時亦遭截擊而潰散。從渡河至兵敗，前後歷時僅二日。事件結束後七營改組為「六堆義民團」，並興建「忠義亭」祭祀平亂的英靈。

## 閩南義民信仰

### 北港義民廟
雲林北港一帶當地泉州籍台灣閩南人自組義民軍，協同官府抵抗林爽文事件與戴潮春事件後，以紀念當地泉州閩南人為抵禦此類民變而殉難之事跡。因為屬泉州義民廟系統，拜的是「旌義」牌，而不是客家系統的「褒忠」牌。

### 岡山義民爺
清道光十八年（1838年）農曆9月，在大岡山地區發生「張貢民變」，張貢與平日結交的匪類，在農曆9月10日集合於今田寮區南安里，11日至大崗山的營盤搶奪武器，到阿蓮區復安里地區勒索搶劫民家，殺害平民，計畫在17日起事。地方政府得訊後，派兵與鄉勇於13日出發前往捉拿，烏合之眾馬上四處逃散，在10月底全被捉獲而結案。農曆9月被官兵追擊而四散的部份匪徒流竄攻打阿公店街，阿公店街的義民起而對抗，在保護阿公店街過程中犧牲了不少義民，阿公店街的地方領袖於是在壽天宮的右側廂房，祭拜民變事件中犧牲的義民，而由於不知道他們的名字，就以雕刻一位身著滿洲官服的神像作為祭拜對象，稱呼為「阿公店義民爺」。
1838年後，阿公店街開始於每年農曆9月15日舉辦「義民爺祭」，且以辦「普渡」的性質，家家戶戶辦流水席宴請鄉里居民，並且酬神演戲，「街民……依慣例，備三牲酒禮及演梨園數欄，以為普施，是日家家戶戶宴客。」。義民爺祭於1928年後廢止。戰後初期，恢復義民爺祭典，起初也恢復宴客習俗，但後來由於政府反對大拜拜，宴客風俗最後消失。。後來義民爺祭改為不定期舉辦，目前大致是在壽天宮新主委上任以及岡山新鎮長就任的第一年舉辦，作為新主委及新鎮長向岡山義民爺致敬之舉。2010年底高雄縣市合併，岡山首長由民選的鎮長改為官派的區長，首任區長王嘉東於2011年10月11日(農曆辛卯年9月15日)，由區公所科室首長陪同，至壽天宮參加義民爺祭，由壽天宮主委陪祭。

### 原先是客家人所創立，後來變成閩南人祭拜的義民廟
有台中市神岡區的紅圳頭義民祠、同市豐原區 的群靈祠、或彰化縣埔心鄉的埔心忠義廟及南崁褒忠亭..等。因為同屬客家義民廟系統，這些廟大多拜的是「褒忠」牌，而不是泉州閩南人系統的「旌義」牌。

## 參閱
- 昭忠廟：祭祀與泰雅族作戰而死亡的湘軍。
- 忠英祠：祭祀振字、福靖兩營清朝官兵。
- 西仔反
- 林爽文事件
- 一八九五
- 乙未戰爭
- 義軍
- 漳泉械鬥
- 閩粵械鬥
- 忠烈祠
- 忠烈祠 (臺灣)
- 台北客家義民祭

## 外部連結
- 有關清代臺灣義民研究探析 （页面存档备份，存于）
- 台灣學校網界博覽會高雄義民廟專題研究
- 民俗廟會--新埔義民節[永久]
- 苗栗義民廟網站 （页面存档备份，存于）